# Rhopalopsole femina
Rhopalopsole femina is een steenvlieg uit de familie naaldsteenvliegen (Leuctridae). De wetenschappelijke naam van de soort is voor het eerst geldig gepubliceerd in 1969 door Kawai.